# نافيا نياي
نافيا نياي (بالإنجليزية: Navya-Nyāya)‏ هي المنظور أو المدرسة النيو-منطقية للفلسفة الهندية والمنطق الهندي تأسست في القرن الثالث عشر الميلادي على يد الفيلسوف جانجيسا أوباديايا من ميتيلا واستمرت من قبل راغوناثا شيروماني من نابادويبا في البنغال. كانت تطورًا للمدرسة الكلاسيكية "نيايا". من بين التأثيرات الأخرى على النيو-نيايا كانت أعمال الفلاسفة السابقين فاكاسباتي ميشرا (900-980 م) وأودايانا (أواخر القرن العاشر). استمرت المدرسة نشطة في الهند حتى القرن الثامن عشر.
طورت هذه مدرسة لغة ونظامًا مفاهيميًا متقدمًا سمح لها بإثارة وتحليل وحل المشكلات في المنطق والإبستمولوجيا. يتضمن هذا النظام تسمية كل كائن ليجري تحليله، وتحديد سمة مميزة للكائن المُسمى، والتحقق من ملاءمة السمة المميزة باستخدام البرامانات (وسائل المعرفة).
ونظمت جميع مفاهيم نيايا إلى أربع فئات رئيسية هي: الإدراك (pratyakşa)، الاستنتاج (anumāna)، المقارنة أو التشابه (upamāna)، والشهادة (الصوت أو الكلمة؛ śabda). ساهم عظماء مثل باسوديف سارفا بوم، وراغوناث شيروماني، وجاجاديش تاركالانكار، وجادادار باتاشاريا، وماثوراناتا تارفاجيشا في تطوير هذا الموضوع. كما ساهم البروفيسور جون فاتانكي بشكل كبير في الفهم الحديث لنافيا نياي.